# Heronîmivka, raionul Cerkasî, regiunea Cerkasî
Heronîmivka (în ucraineană Геронимівка) este o comună în raionul Cerkasî, regiunea Cerkasî, Ucraina, formată numai din satul de reședință.

## Demografie
Componența lingvistică a comunei Heronîmivka
     Ucraineană (94,65%)
     Rusă (5,15%)
     Alte limbi (0,1%)
Conform recensământului din 2001, majoritatea populației comunei Heronîmivka era vorbitoare de ucraineană (94,65%), existând în minoritate și vorbitori de rusă (5,15%).

## Legături externe
- pl Hieronimówka în Dicționarul geografic al Regatului Poloniei și al altor țări slave, volum XV, p. 1 (Abablewo — Januszowo) 1900